# بلک‌هاوک (ویرجینیای غربی)
بلک‌هاوک (به انگلیسی: Blackhawk) یک منطقهٔ مسکونی در ایالات متحده آمریکا است که در شهرستان کاناوا، ویرجینیای غربی واقع شده‌است. بلک‌هاوک ۱۸۸٫۰۶ متر بالاتر از سطح دریا واقع شده‌است.